# Costa do Sol (Brazilië)
De Braziliaanse Costa do Sol (= Braziliaanse zonnekust) is een landstreek aan de zuidkust van de staat Rio de Janeiro. De streek loopt van Maricá tot Carapebus en omvat onder meer de badplaatsen Arraial do Cabo, Búzios en Cabo Frio. Het gebied heeft een Mata Atlântica-vegetatie en bestaat uit duinen, gebergtes, lagunes, meren en uit meer dan zeventig stranden. Naast het toerisme bestaat de economie van het gebied uit onder meer de visserij en de zoutwinning. De naam dankt het gebied aan het feit dat de zon er vrijwel het hele jaar schijnt.